# Raphaël Picard
 (août 2011).
Pour les articles homonymes, voir Picard (homonymie).
Raphaël Picard est un ancien chef du conseil de bande de Pessamit (2002-2012), une réserve innue située dans la région de la  Côte-Nord, province de Québec au Canada.

## Biographie
- Le chef Picard est titulaire d’une maîtrise en anthropologie, d’un diplôme d’études supérieures spécialisées en administration publique et d'un doctorat en management.  Il a participé à plusieurs recherches concernant les autochtones et  a occupé divers postes au sein d’organismes autochtones et gouvernementaux.  M. Picard a, de plus, dirigé une firme de consultants spécialisée en affaires autochtones avant de devenir chef.
- Raphaël Picard fut élu chef du conseil de bande de Pessamit en août 2002.  Au printemps 2004, il signe l'entente de « l'Approche commune » avec d'autres chefs innus et les gouvernements. L'entente devait mener à un traité territorial, mais il n'y a pas eu de suite.
- Le chef est réélu en août 2004 avec une écrasante majorité et il commence une guérilla judiciaire et médiatique contre les compagnies forestières dont la multinationale Kruger et les gouvernements pour la reconnaissance des droits ancestraux des Innus sur l'île René-Levasseur et d'un territoire comprenant une grande partie de la Côte-Nord.  Le chef demande que les Innus puissent se prononcer sur l'exploitation des ressources naturelles de leur territoire.
- Le chef Picard prétend diriger une nation et il n'entend discuter qu'avec les niveaux supérieurs de gouvernement, situation souvent dénoncée par les maires des municipalités environnantes avec qui il n'entretient que peu de relations.
- Raphaël Picard a été réélu chef du conseil de bande de Pessamit le 17 août 2006 avec 59 % des voix contre son adversaire l'ancien chef René Simon.
- Il se débat maintenant pour obtenir le territoire ancestral non reconnu par le gouvernement du Québec. Le sujet est mitigé.
- Nouvelle réélection le 17 août 2008 avec 51,5 % des voix toujours contre son éternel adversaire, l'ancien chef René Simon.
- Réélu le 18 août 2010 avec 45 % des voix face à 3 opposants.
- En février 2011, le conseil de bande qu'il dirige annonce avoir accumulé un déficit accumulé de 23 M$ et une dette de plus de 50 M$[1]. Le 15 février, le Conseil des Innus de Pessamit adopte le plan de redressement présenté plus tôt qui demande notamment le licenciement de 42 des 350 employés[2]. Un groupe de citoyens exige en mars 2011 la destitution du chef Picard et de cinq de ses conseillers[3].
- En août 2012, le chef Picard est remplacé par un ancien chef, René Simon, après cinq mandats[4].

## Citations
- Il a déclaré :  « On n'a jamais rien eu et on prend notre place? ».

## Sources
- Société Radio-Canada
- Le Forum économique international des Amériques / Conférence de Montréal
- Article du journal Le Soleil de Québec

1. ↑  Steeve Paradis, « Hausse des loyers et licenciements en vue à Pessamit », Le Soleil,‎ 10 février 2011 (lire en ligne)
2. ↑  « Une tentative illégale de prise de pouvoir : Un putsch manqué sur le plan légal », Le Soleil,‎ 16 mars 2011 (lire en ligne)
3. ↑  Steeve Paradis, « Le chef Raphaël Picard contesté », Le Soleil,‎ 15 mars 2011 (lire en ligne)
4. ↑  « Côte-Nord : René Simon est élu à Pessamit », Radio-Canada,‎ 19 août 2012 (lire en ligne)